# (27938) Guislain
(27938) Guislain est un astéroïde de la ceinture principale.

## Description
(27938) Guislain est un astéroïde de la ceinture principale. Il fut découvert le 3 mai 1997 à La Silla par Eric Walter Elst. Il présente une orbite caractérisée par un demi-grand axe de 3,06 UA, une excentricité de 0,17 et une inclinaison de 17,8° par rapport à l'écliptique.

## Compléments